# Depths of Wikipedia
Depths of Wikipedia — це група облікових записів у соціальних мережах, присвячена висвітленню дивних, незрозумілих і цікавих фактів із Вікіпедії. Створений в Instagram у 2020 році обліковий запис ділиться уривками з різних статей Вікіпедії на гумористичні чи абсурдні теми.

## Створення

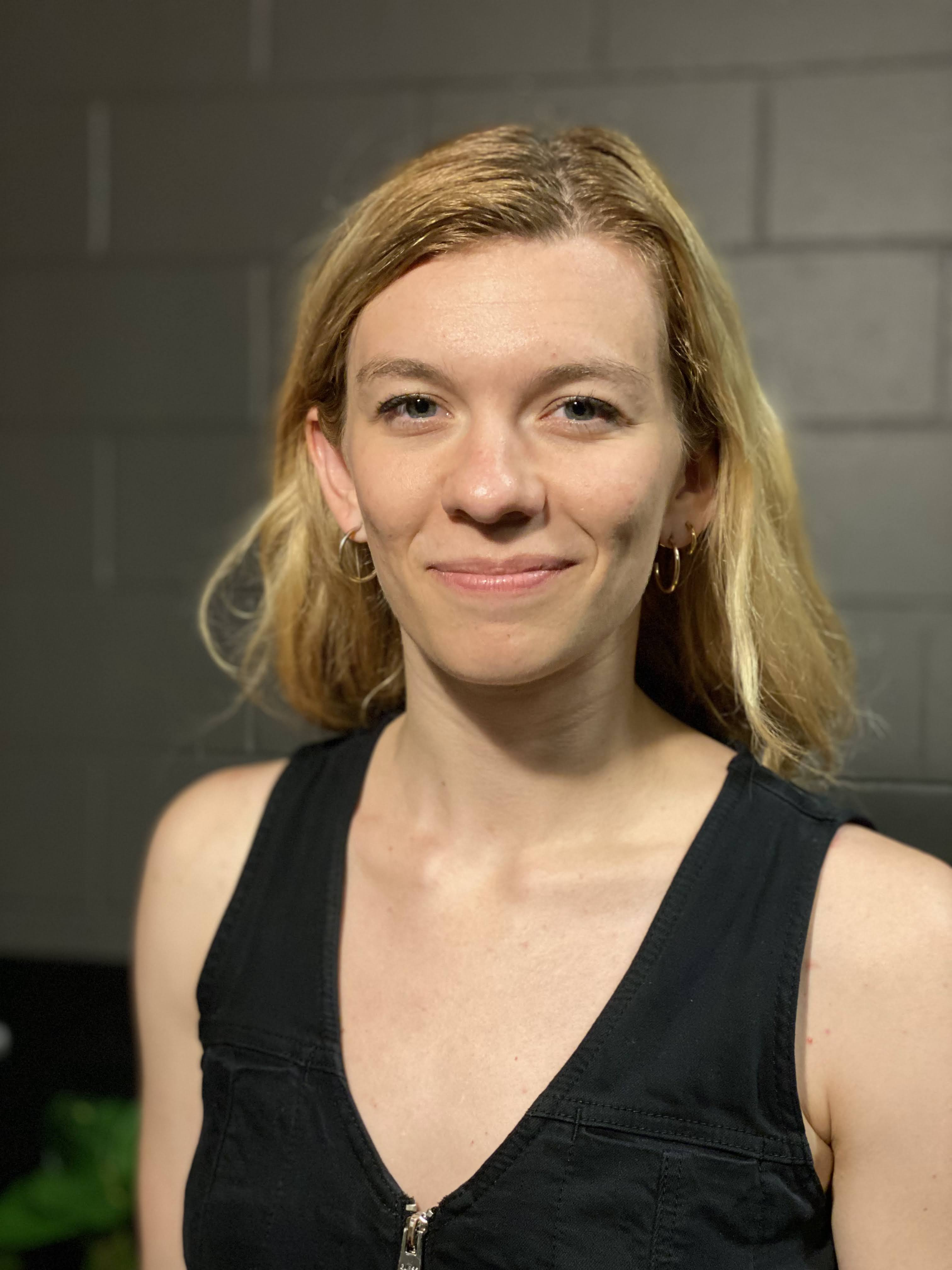
Рауверда у 2022 році

Енні Рауверда ([ˈraʊ.ərdə]), тодішній фахівець з нейронауки Мічиганського університету створила обліковий запис Depths of Wikipedia в Instagram у квітні 2020 року як особистий проект на початку пандемії COVID-19, який має намір поділитися з друзями дивними, дивовижними та цікавими фактами з англійської Вікіпедії . За словами Рауверди, проект був натхненний колажем уривків з Вікіпедії, який вона зробила для журналу друга, і фотографією зі статті Вікіпедії про перекидання корови. Вона цікавилася Вікіпедією ще до початку проекту, проводячи час, читаючи її в дитинстві та бігаючи з друзями в середній та старшій школі. Рауверда організувала семінар з редагування Вікіпедії та живі комедійні шоу у зв’язку з Depths of Wikipedia.
Інфлюенсер Instagram Керолайн Калловей принесла Depths of Wikipedia його першу хвилю підписників, сприятливо оприлюднивши дописи облікового запису після вирішення інциденту, коли Рауверда написала про сторінку Калловей у Вікіпедії.
Після того, як її обліковий запис Instagram отримав підписників, Рауверда створила однойменні облікові записи TikTok і Twitter і запустила інформаційний бюлетень, у якому більш детально висвітлюються незвичайні сторінки Вікіпедії.

## Діяльність

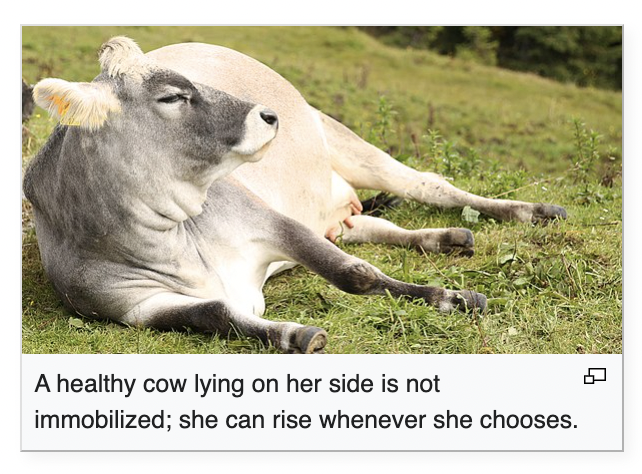
Рауверда процитувала це зображення та підпис, взяті зі статті про перекидання корови, як джерело натхнення для Depths of Wikipedia

Глибини Вікіпедії висвітлили статті на такі теми, як штани, що вибухають, ядерний Ґанді, шахи на дуже великій дошці та сексуально активні папи.
За словами Рауверди, вона часто отримує пропозиції про статті для Вікіпедії, але вибірково вибирає, які публікувати. У жовтні 2021 року вона сказала, що отримує «ймовірно від 30 до 50 повідомлень користувачів на день».

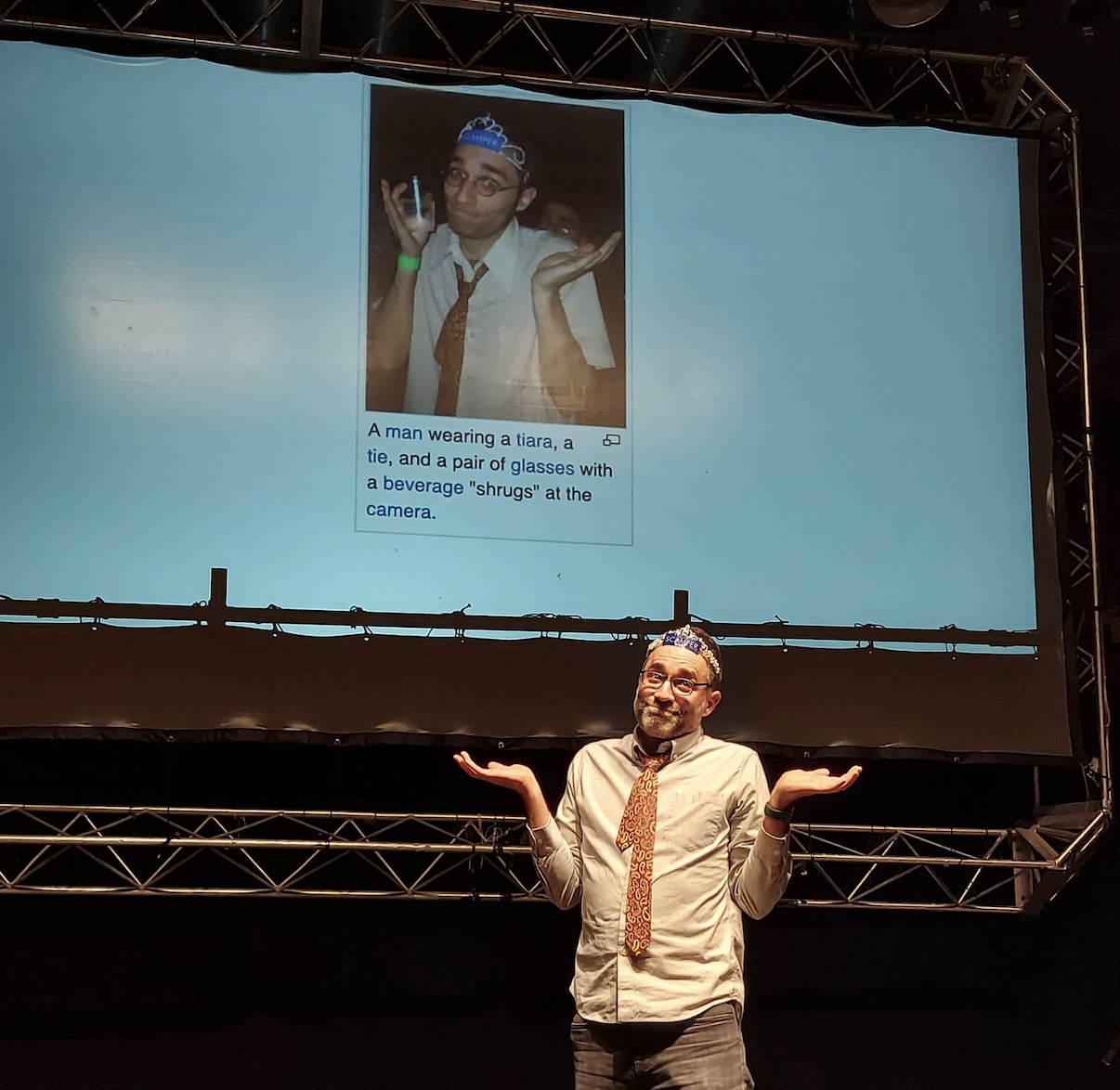
Імітуючи свою фотографію на сторінці Вікіпедії про знизування плечима, «Хлопець знизує плечима» відтворює свою фотографію знизування плечима 2006 року на бостонському шоу Depths of Wikipedia у 2022 році.

Сама редактор Вікіпедії, Рауверда організувала edit-a-thon, вітаючи нові внески до енциклопедії, а також живі комедійні шоу, засновані на дрібницях з Вікіпедії.
19 квітня 2023 року обліковий запис Depths of Wikipedia в Instagram було призупинено за невизначене порушення «правил спільноти щодо ділової доброчесності». Акаунт відновили через два дні.

## Рецепція
Відомі послідовники облікового запису Depths of Wikipedia включають Ніла Ґеймана, Джона Меєра, Троя Сівана та Олівію Уайлд.
За словами Хізер Вудс, професора риторики та технологій Університету штату Канзас, Depths of Wikipedia «змушує Інтернет відчувати себе меншим», «пропонуючи привабливі — або іноді смішно непривабливі — точки входу в інтернет-культуру». Закарі МакК’юн, бренд-директор фонду Wikimedia Foundation, який фінансує та розміщує Вікіпедію, назвав обліковий запис «місцем, де Вікіпедія оживає, як екскурсія найкращим із Вікіпедії у позаурочний час». Рауверду названо найкращим медіаучасником 2022 року на щорічній церемонії нагородження «Вікімедієць року».